# Happier Than Ever
Happier Than Ever är det andra studioalbumet av den amerikanska musikern Billie Eilish. Skivan utgavs i juli 2021. Eilish har samskrivit låtarna på albumet med brodern Finneas O'Connell som också verkat som dess producent. O'Connell producerade även hennes debutalbum. Albumet gick direkt in på förstaplatsen på Billboard 200-listan i USA. Likaså blev det etta i Storbritannien. Det toppade albumlistorna i över 20 länder.

## Låtlista
1. "Getting Older" - 4:04
2. "I Didn't Change My Number" - 2:38
3. "Billie Bossa Nova" - 3:16
4. "My Future" - 3:30
5. "Oxytocin" - 3:30
6. "Goldwing" - 2:31
7. "Lost Cause" - 3:32
8. "Halley's Comet" - 3:54
9. "Not My Responsibility" - 3:47
10. "Overheated" - 3:34
11. "Everybody Dies" - 3:26
12. "Your Power" - 4:05
13. "NDA" - 3:15
14. "Therefore I Am" - 2:53
15. "Happier Than Ever" - 4:58
16. "Male Fantasy" - 3:14